# 가슴림프관팽대
가슴림프관팽대(cisterna chyli, cysterna chyli, 어원학적으로 더 정확하게는 receptaculum chyli), 또는 유미조(乳糜槽)는 대부분의 포유류에서 가슴림프관의 아래쪽 끝에 있는, 크기가 커져 있는 주머니이다. 가슴림프관팽대로 창자림프줄기와 두 개의 허리림프줄기에서 나오는 림프액이 흘러 들어간다. 장에서 오는 지방이 많은 유미를 받아 소화 과정에서 만들어진 지질 생성물을 위한 배관 역할을 하며, 신체 대부분 림프관이 가장 흔하게 림프를 배출하는 줄기가 된다. 배막뒤(retroperitoneal) 구조에 속한다.

## 구조
인간의 가슴림프관팽대는 첫째, 둘째 허리뼈(L1, L2) 몸통의 앞쪽 측면에서 배대동맥의 뒤쪽에 위치한다. 이후 가로막의 대동맥구멍을 통해 배에서 왼쪽 빗장밑정맥과 속목정맥이 만나는 부분까지 림프와 유미를 운반하는 일차 림프관인 가슴림프관을 형성한다.

## 다른 동물들에서
개에서 가슴림프관팽대는 왼쪽에 위치하고 종종 대동맥의 배쪽에 위치한다. 고양이에서는 왼쪽과 등쪽에 있다. 기니피그에서는 왼쪽으로 흐르고 왼쪽 팔머리정맥으로 배출된다.

## 추가 이미지

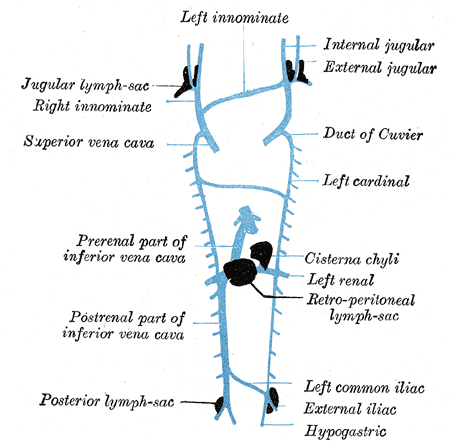
1차 림프낭의 위치 관계를 보여주는 그림.
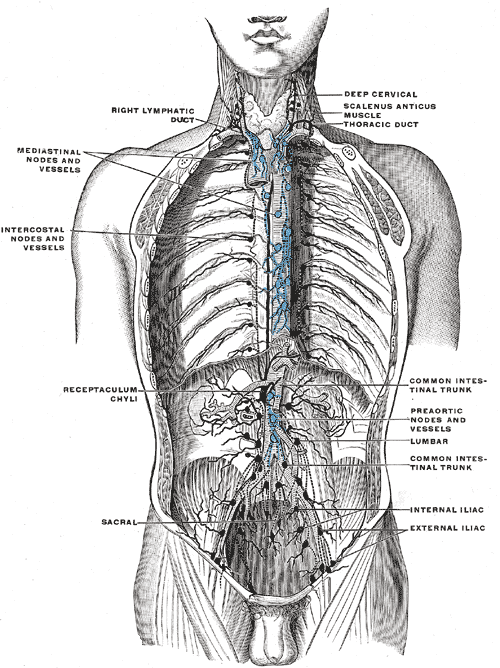
가슴과 배의 깊은 림프절과 혈관.
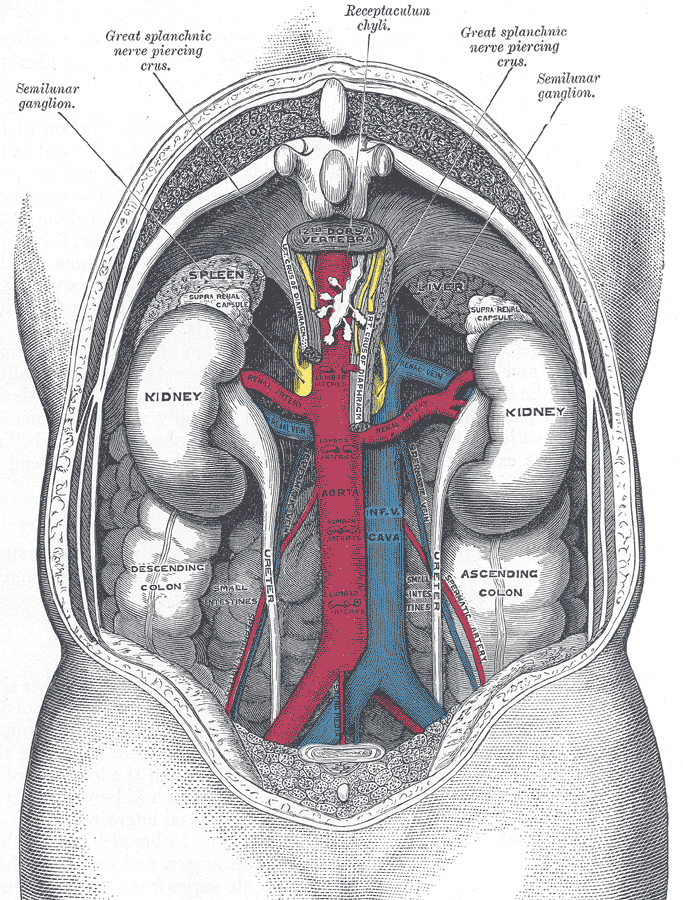
배의 내장과 큰 혈관의 위치.
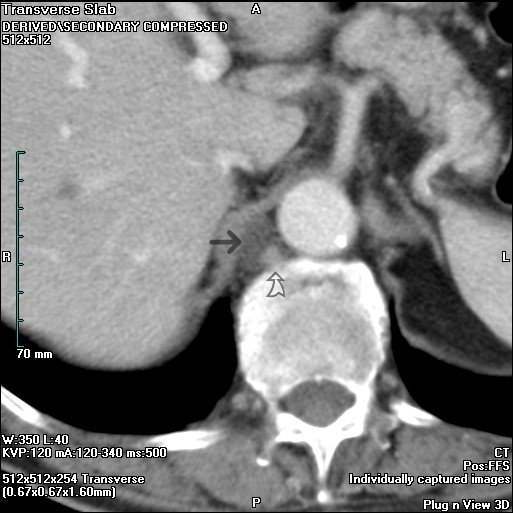
가슴림프관(화살표)는 홀정맥(구부러진 화살표)과 인접해 있다. 일반적으로 CT에서는 보이지 않는다. 이 사진은 위장관 기질 종양의 추적 관찰을 위해 CT를 받은 83세 남성의 사진이다.

## 같이 보기
- 림프계
- 가슴림프관